# 金剛寺美樹
金剛寺 美樹（こんごうじ みき、1970年12月12日 - ）は、日本の元女優、元タレント。千葉県出身。1992年当時の公称サイズは、身長160cm、B80cm、W59cm、H84cm。
あすプロモーション → 香山事務所に所属していた。

## 略歴・人物
子供の頃から目立つことが好きで、芸能界に憧れを持つ。高校入学後の1987年、当年度の第19回ミス日本コンテストに出場し、ファイナリストに選ばれ、これをきっかけに芸能界入りする。1992年の郵政省「レタックス」のCM出演がきっかけとなって更に仕事が増え、活動の場を広げる。
しかし1996年、当時の担当マネージャーだった10歳年上の男性とのできちゃった結婚により、突如芸能界を引退。長男を出産したが、その男性とは32歳の時に金銭トラブルが原因で離婚。弁当配送の仕事に従事していた2006年、配送先の市場の仲買人の男性と再婚。2018年時点では調剤薬局勤務。2018年6月22日放送の「爆報! THE フライデー」（TBS）に久々のテレビ出演をし、できちゃった結婚について「（芸能界の）タブーだと思った。取り返しのつかないことをした」と話している。
高校生時代の部活は空手部で、空手3級の資格を持つ。空手部に入ったのは、憧れの女の先輩に連れられて練習を見に行ったら、すごく格好良く見えたのでやってみようと思ったからだったという。

## 出演

### 映画
- この胸のときめきを（1988年、東映クラシックフィルム）[2]
- 山田ババアに花束を（1990年、東宝）- マミ 役
- 櫻の園（1990年、ニュー・センチュリー・プロデューサーズ＝サントリー、アルゴプロジェクト）- 井上志摩子（ワーリャ）役
- バカヤロー!4 YOU! お前のことだよ（1991年、光和インターナショナル制作、松竹配給）- 第一話「泊ったら最後」[5]
- おっさんずぶるーす「全く最近のおやじモンときたら…」（2022年、おっさんずぶるーすパートナーズ配給、荒木憲司監督）

### テレビドラマ
- 超人機メタルダー（テレビ朝日）- 第22話「空飛ぶローラー！赤いイルカの襲撃」麗花 役
- 高速戦隊ターボレンジャー（テレビ朝日）- 第7話「恋人を食べる暴魔獣！」由紀 役
- ときめき宣言（NHK総合、1989年）[3]
- 火曜サスペンス劇場「殺意の爪 あやしく光る爪の魅力につかれた殺人者」（日本テレビ、1989年8月8日放送）
- 土曜ワイド劇場（テレビ朝日）
  - 「実年素人探偵とおんな秘書の名推理！(6)」（1991年4月27日放送）
  - 「伊豆天城峠殺人交差」（1992年12月5日放送）
- 世にも奇妙な物語（フジテレビ）- 第2シリーズ 1991年8月29日放送「パパは犯罪者」
- 早春にて（CBCテレビ、1992年3月22日放送）[2]
- 将軍家光忍び旅II（テレビ朝日）- 第15話「小諸城の危機、偽将軍と偽殿様」- お悠 役
- 世にも奇妙な物語 真夏の特別編「非常識宴会」（フジテレビ、1993年7月30日放送）- 百合 役
- 金曜エンタテイメント 父の日SP「中島らもの変なお父さん」（フジテレビ、1995年6月16日放送）

### テレビ番組
- オールナイトフジ・'88夏女子高生スペシャル（フジテレビ）[3]
- ツルーライトゾーン（テレビ朝日、1988年）[4]
- 大帝国劇場「純白の家」（TBS、1992年）[4]

### CM
- JR東海 こだまちゃん・伊勢志摩編（1989年）[5]
- カルビラーメン[3]
- ソニー ハンディカム（1991年）[2]
- 郵政省 レタックス（1992年）[2]
- 三洋電機[3]
- ライオン[5]
- ローソン
- 山之内製薬
など多数

### オリジナルビデオ
- ばっくれ（発売：日本ソフトシステムズ、販売：SEIYO INTERNATIONAL VIDEO）
- 江口寿史のなんとかなるでショ!（1990年、マッドハウス）
- OL仕置人・愛と復讐の48時間（1991年）